# Paradoxostoma sarniense
Paradoxostoma sarniense är en kräftdjursart som beskrevs av Brady 1868. Paradoxostoma sarniense ingår i släktet Paradoxostoma och familjen Paradoxostomatidae. Inga underarter finns listade i Catalogue of Life.